# Gideon Festival
Gideon Festival was een driedaags muziekfestival in de stad Groningen dat jaarlijks gehouden werd op het Gideon-terrein. Het festival programmeerde voornamelijk indierock, punk en dance en daarnaast ook enkele andere kunstuitingen buiten het muziekgebied (film, toneel, dans). 

## Geschiedenis
Het festival werd voor het eerst gehouden in 2007. Per editie vergrootte de opzet van het festival. De editie van 2009 had een line-up met over de honderd bands. Editie 2008 had onder andere Osdorp Posse als act. De editie 2009 vond plaats van 28-30 augustus en had 9 podia. Onder andere traden Krause, New Cool Collective, Noisia en The Toasters op. Verder was de line-up ook internationaal met acts uit onder meer de Verenigde Staten, Israël, Servië, Frankrijk, Duitsland en Denemarken. Editie 2010 bevatte 125 acts. In 2012 was de laatste editie.